# Atlas C
Atlas C (oznaczenie SM-65C) – ostatni eksperymentalny wariant pocisku balistycznego serii Atlas. Wykorzystywany w latach 1958–1959. Odbył 6 lotów balistycznych, z czego trzy zakończyły się pełnym sukcesem. Później został użyty jako 1. człon rakiety Atlas C Able, jednak jedyny egzemplarz tej rakiety eksplodował we wrześniu 1959 podczas naziemnych testów statycznych na platformie startowej. Pocisk został wycofany na rzecz pocisku Atlas D, przekonfigurowanego w latach 60. na rakietę nośną.